# Daora
Daora o Dora (en árabe: دورة‎, en lenguas bereberes: ⴷⴰⵡⵔⴰ, en francés: Daoura) es un municipio del Sáhara Occidental controlado por Marruecos, en la provincia de Tarfaya. Hasta 1976 perteneció al Sahara español.